# Oggiono
Oggiono (Ugiòn o Vugiòn in dialetto brianzolo) è un comune italiano di 9 213 abitanti della provincia di Lecco in Lombardia.

## Geografia fisica
Fra il lago e le colline, sullo sfondo le montagne lecchesi: così può in sintesi essere descritta la posizione geografica di Oggiono, collocato tra il lago di Annone e le colline moreniche dell'Alta Brianza (o Brianza lecchese).
Il paese è infatti caratterizzato da una vasta piana di deposito alluvionale e dalla zona collinare di Imberido, Castello e Trescano a levante, di origine glaciale con presenza di cordoni morenici.
Il territorio pianeggiante è distaccato dal lago di Annone da un cordone morenico posto presso il vecchio nucleo, mentre la zona collinare di Imberido si estende fino al lago stesso.
Giace nel triangolo terminale dell'Alta Brianza delimitato: a Sud dalle pendici dei Monti di Brianza e Crocione; a nord al di là del lago dai versanti meridionali del Cornizzolo e dei Corni di Canzo ed è chiuso al vertice dal Monte Barro.
Il suo territorio confina con i comuni di Annone di Brianza, Galbiate, Ello, Dolzago, Sirone e Molteno.
L'abitato è diviso in due nuclei principali, quello di Oggiono centro e quello di Imberido, più numerose località come Bagnolo, Castello, Peslago e Trescano.
Oggiono è situato su quote comprese tra i 224 e i 477 m s.l.m. Si estende su una superficie di 7,90 km².
Secondo la Classificazione sismica, il comune appartiene alla fascia soggetta a sismicità bassa.
Secondo la classificazione climatica, Oggiono appartiene alla zona E. Gode di un tipico clima temperato delle medie latitudini, piovoso o generalmente umido in tutte le stagioni e con estati molto calde.

## Storia
La presenza umana sul territorio oggionese è documentata sin dai tempi più antichi. In località Boggia (Ello), non lontano da Trescano, fu scoperta un'area con diverse stratigrafie antropiche. La più primitiva risulta esser un abitato del Neolitico Medio (V mill. a.C.).
Storicamente, nell'area del paese, il ritrovamento più famoso è databile all'Età del Bronzo e si tratta di alcuni resti di tipo militare rinvenuti sulla strada per Ello, tra i quali un elmo. Tracce più evidenti di antropizzazione del territorio si hanno in Epoca romana. Sebbene i ritrovamenti (tombe con corredi funerari, monete, massi avelli e un'iscrizione dedicata a Mercurio, riportata alla luce presso la Cascina Peslago) appartengano a fasi diverse, non è fuori luogo pensare che un tempo ci fosse qualche tipo di insediamento romano.
L'origine della pieve di Oggiono con molta probabilità risale all'Epoca Longobarda (584-774 d.C.). Altre tracce del periodo longobardo si ritrovano in parte nella toponomastica. Nel VI secolo sorse ad Oggiono un battistero, sui ruderi del quale sarà edificato, nell'XI sec., l'attuale battistero di San Giovanni Battista; nel VII secolo si diffuse anche ad Oggiono il culto di sant'Eufemia di Calcedonia. All'epoca dei Franchi, Oggiono apparteneva al Contado di Milano ed era governata da un feudatario. Sembrava si trattasse di uno dei “Capitanei de Oggiono” , il quale si fece costruire il “Castellazzo”, vicino a dove sorge Villa Sironi.
Già di proprietà del Capitolo del Duomo di Monza (X secolo), nel 1162 il territorio di Oggiono venne concesso in feudo all'Abbazia di San Pietro al Monte per mano di Federico Barbarossa. Successivamente coinvolto nella guerra decennale, il paese era dotato di fortificazioni.
Per il resto del Medioevo e non solo, la realtà oggionese rimase fortemente legata alle fortune e alle vicissitudini del Ducato di Milano. Grazie alla presenza di parecchi torrenti, cominciò a svilupparsi la lavorazione dei metalli e pian piano anche la lavorazione della seta. Nel 1477 fu saccheggiato dal passaggio delle truppe di Micheletto Attendolo. Oggiono subì in seguito la dominazione spagnola e poi quella austriaca e visse in prima persona tutta la fase ottocentesca che portò all'Unità d'Italia. Riguardo al primo periodo da ricordare il 1614, quando re Filippo III di Spagna, concesse ad Oggiono il mercato, che nel ventunesimo secolo si svolge sotto la denominazione di fiera di sant'Andrea. Se dal 1530 al 1651 Oggiono costituiva un feudo dei D'Adda, nel 1671 ottenne il riscatto dall'infeudazione. Del 1629, quando la peste colpì Oggiono, rimane a testimonianza la Chiesa del Lazzaretto (1715), costruita sul luogo di ricovero degli ammalati.
All'inizio del XX secolo, Oggiono era un esteso centro rurale, abitato prevalentemente da agricoltori. L'attività commerciale e artigiana era costituita da un centinaio di negozi, botteghe ed esercizi vari; quella industriale dalla lavorazione della seta. Durante gli anni '30 entrava in crisi l'industria serica, con la chiusura di filande e filatoi. Cominciarono, allora, a svilupparsi le industrie meccaniche, che poi negli anni del "boom" industriale, trasformarono il paese da centro prevalentemente agricolo a sede di importanti complessi produttivi di macchine utensili, tessili, di motori. Dopo la chiusura di alcuni grossi complessi industriali, la dimensione economica di Oggiono è costituita dalla aziende, piccole e medie, artigianali, del terziario e dei servizi.

### Simboli

Stemma 1989-2017

Lo stemma in uso fino al 2017 era stato concesso con D.P.R. del 2 ottobre 1989 e si blasonava: 
(D.P.R. 02.10.1989)
La rappresentazione dello stemma inizia ad apparire sulle carte comunali solo a partire dagli anni 1950. Al suo interno, la tavolozza con due pennelli incrociati evoca il pittore Marco d'Oggiono (1475–1530 ca.) originario del borgo e allievo di Leonardo da Vinci, il millesimo MDCLIV (1654) indica l'anno in cui la comunità riscattò le libertà civiche dalla dipendenza feudale, le fasce ondate richiamano le acque del lago di Annone. 
A seguito del conferimento del titolo di città, nel 2017 l'amministrazione comunale ha aggiornato sia i coronamenti, sia la blasonatura stessa dello stemma civico, che è stato quindi concesso con decreto del presidente della Repubblica del 28 ottobre 2018.
(D.P.R. 28.11.2018)
Nel nuovo disegno le aggiunte più sostanziali sono il capo dell'Impero (aquila imperiale nera in campo d'oro, simbolo ghibellino) e la "fede" (due mani destre che si stringono fraternamente), le quali sono mutuate da uno stemma della famiglia Da Ogiono dipinto al numero 262 dello Stemmario Trivulziano, raccolta del XV secolo di blasoni di famiglie, comunità e città lombarde. L'altra aggiunta è il cartiglio col motto latino «concordia civitas facta est» ("con la concordia divenne una città"), tratto dal De Catilinae coniuratione dello storico Sallustio.
Il gonfalone è un drappo partito di rosso e d'azzurro, mentre la bandiera è un drappo troncato d'azzurro e di rosso; in entrambi i casi il vessillo è caricato dello stemma sopra descritto.

### Onorificenze
Dal 2017 il comune si fregia del titolo di città con decreto del presidente della Repubblica.

## Monumenti e luoghi d'interesse

### Architetture religiose

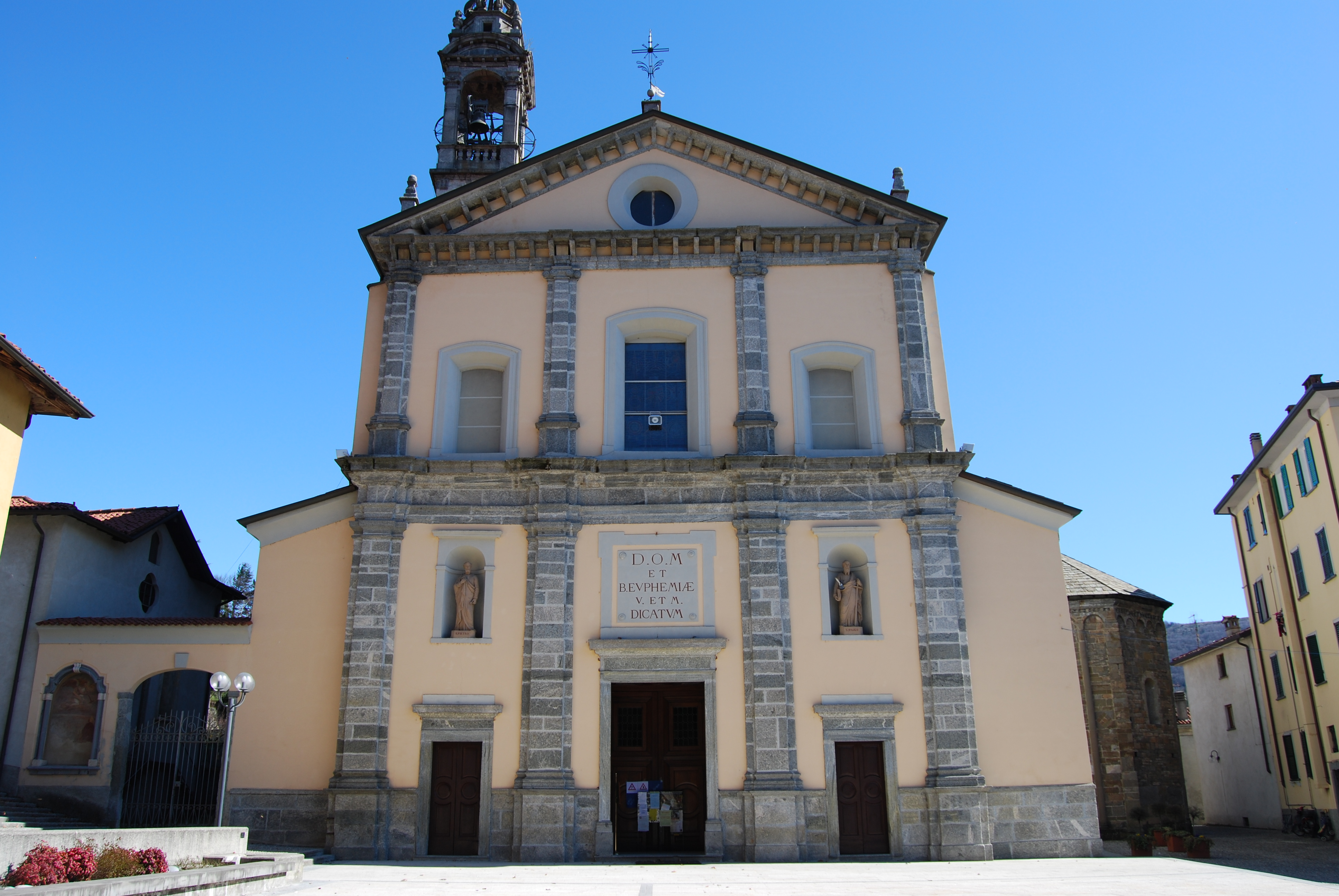
Chiesa di Sant'Eufemia.

#### Chiesa prepositurale di Sant'Eufemia
La chiesa prepositurale di Sant'Eufemia, situata a fianco del battistero fu edificata in stile barocco nei primi del Seicento, sopra un precedente edificio romanico, di cui restano evidenti tracce stilistiche nel campanile. L'opera più importante all'interno della chiesa è il Polittico dell'Assunta tra otto santi, opera rinascimentale di Marco d'Oggiono. Si tratta di ben dieci dipinti a olio presumibilmente risalenti ai primi decenni del Cinquecento. Da non dimenticare sono anche uno Sposalizio della Vergine dipinto da Andrea Appiani e l'organo Serassi, risalente alla metà dell'800; l'altare maggiore, costruito su disegno dell'arch. Bovara e il crocifisso in legno del XV sec.

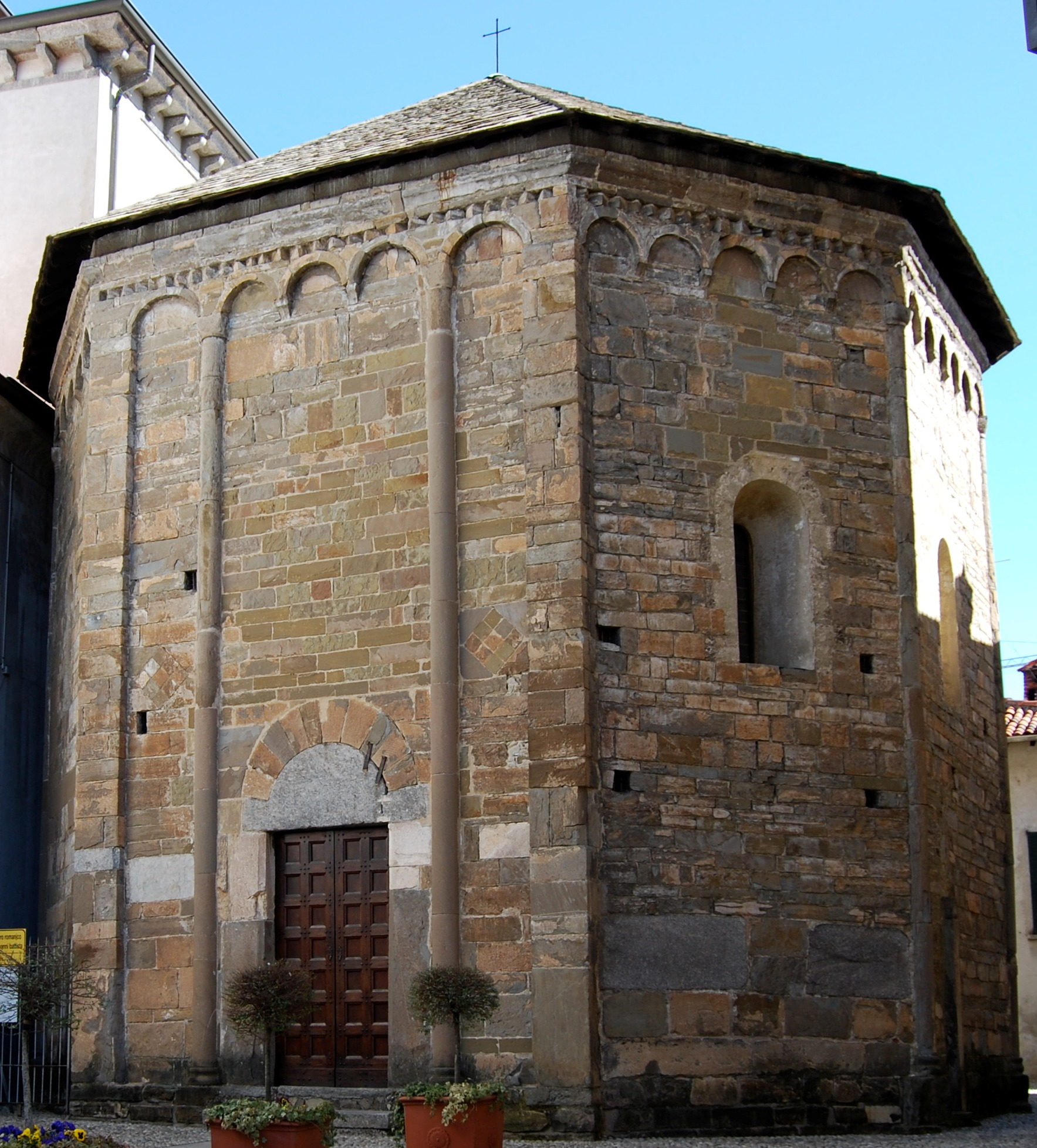
Il battistero.

#### Battistero
Il battistero di Oggiono, dedicato a san Giovanni Battista, è un monumento prestigioso e forse il più importante del paese. Si tratta di una delle migliori testimonianze dell'architettura romanica del territorio. Fu edificato con l'attuale forma ottagonale intorno al secolo XI, sopra un precedente edificio risalente al V-VI secolo, avente la stessa funzione, quest'ultimo dotato di pianta quadrata e vasca circolare progettata per un battesimo ad immersione. Tra i materiali costruttivi si trovano ardesia, arenaria, beola, calcare, tufo e serizzo. Esternamente, il battistero si presenta come un edificio ottagonale nel quale s'innesta un'abside orientata verso est. Esternamente, lesene sormontate da archetti pensili e fregio a denti di sega. L'interno, che invece è a pianta circolare, è decorato con numerosi affreschi di epoche diverse che vanno dal Romanico al Rinascimento. Della struttura originaria sopravvivono, oltre ad alcuni degli affreschi, due porte con lunetta e alcune colonne sormontate da capitelli cubici. Le due porte, situate ai lati del portale d'ingresso, introducono rispettive scalinate scavate direttamente nelle pareti, le quali si suppone dovessero condurre a una sorta di una galleria superiore o a dei matronei. All'edificio originario risale anche una parte del fonte battesimale.

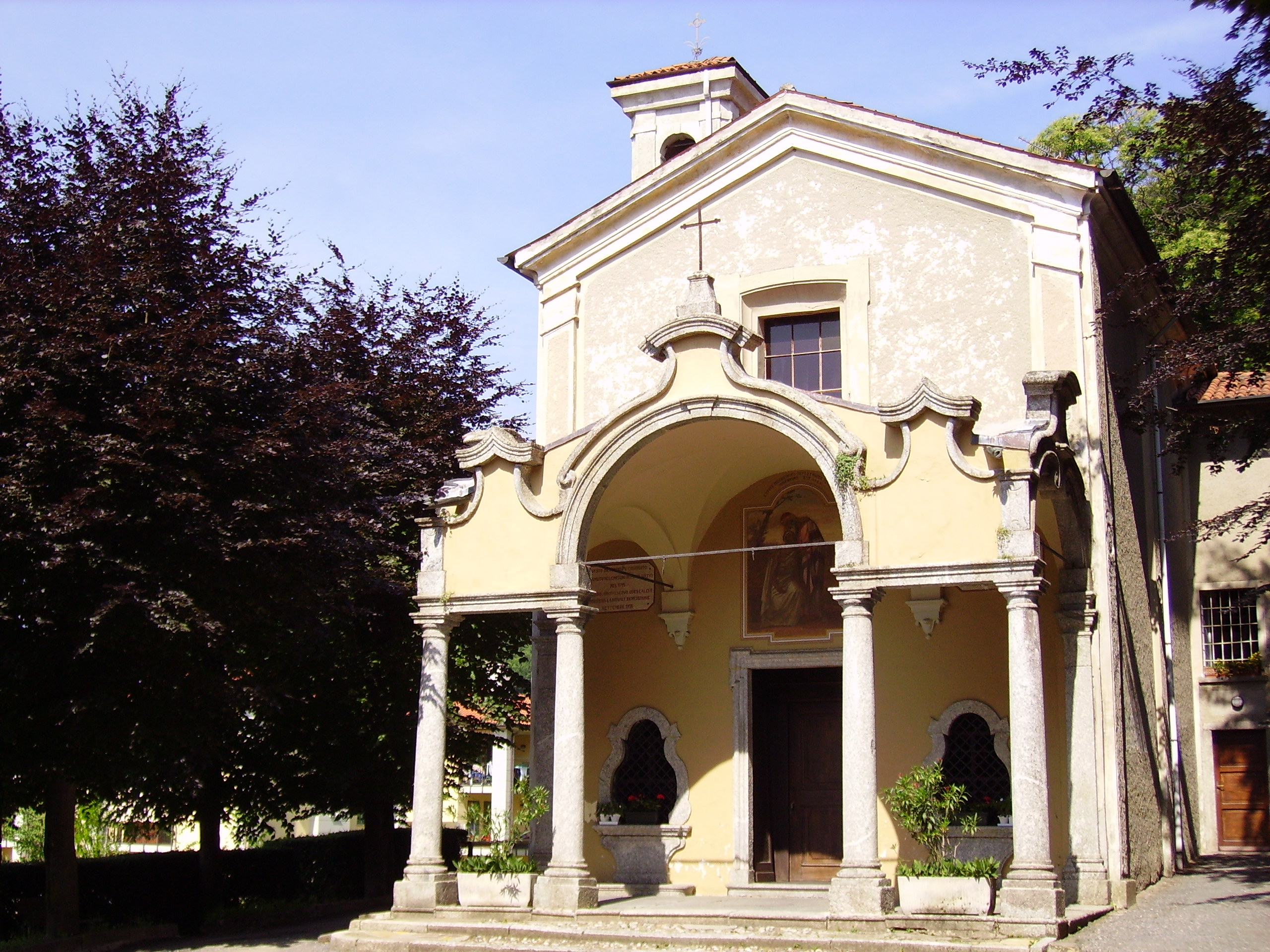
Chiesa del Lazzaretto.

#### Chiesa del Lazzaretto
La chiesa del Lazzaretto, dedicata a san Francesco d'Assisi e al beato Giobbe, testimonia i tempi antichi delle pestilenze. La chiesa risale al 1715 (stile barocco) e fu edificata per raccogliere le ossa dei morti di peste.

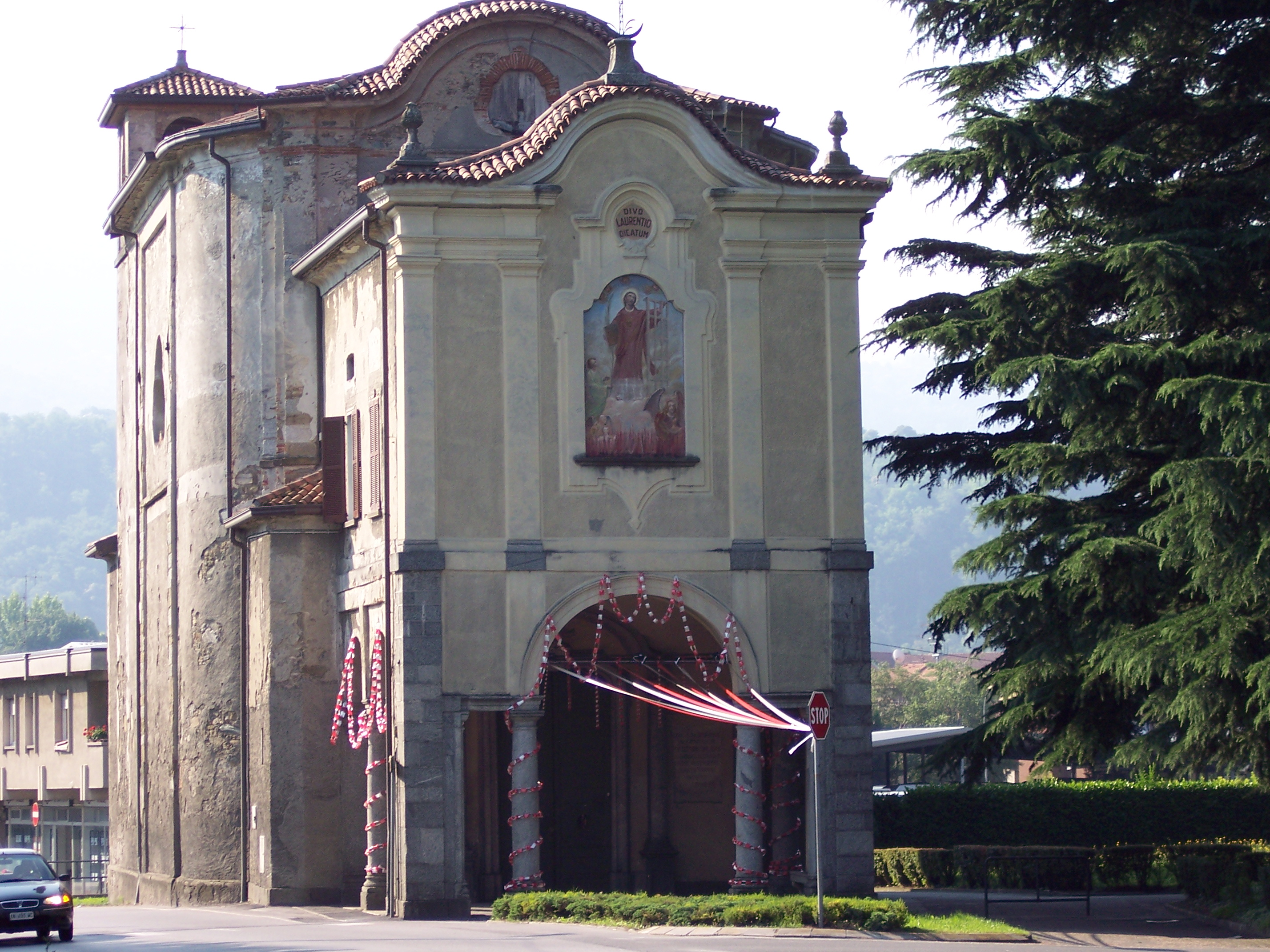
Chiesa di San Lorenzo.

#### Chiesa di San Lorenzo
La chiesa di San Lorenzo, fu costruita in stile tardo barocco all'inizio del XVIII secolo su un precedente edificio medioevale. All'esterno l'affresco di San Lorenzo con la graticola è opera del pittore oggionese Pasquale Agudio (1863–1914).

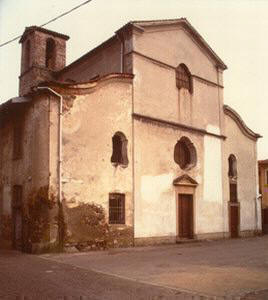
Chiesa di Sant'Agata.

#### Chiesa di Sant'Agata
La piccola chiesa Sant'Agata (risalente all'XI secolo), profondamente mutata in stile barocco nel XVI secolo, era la sede dei Confratelli del Santissimo Sacramento.

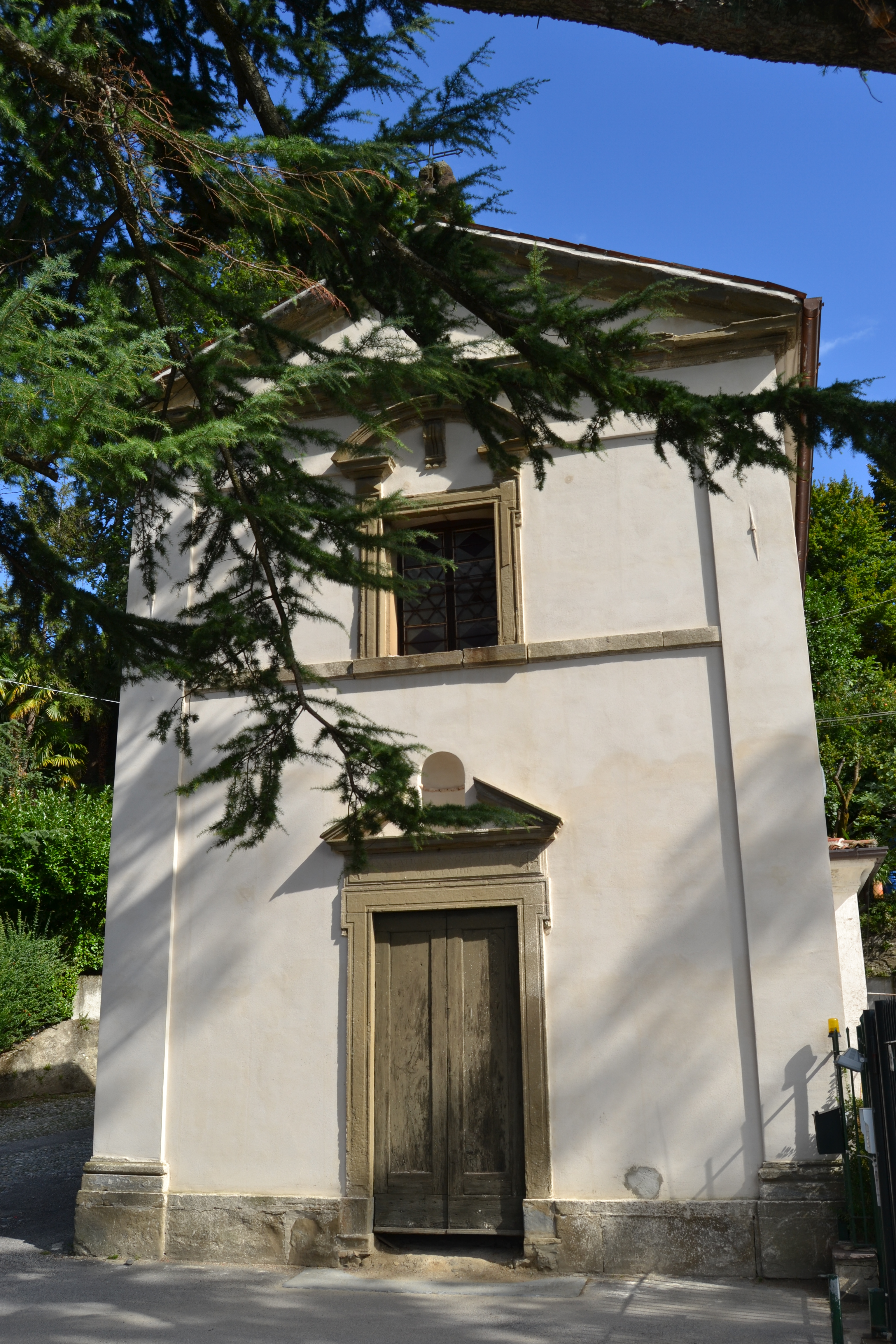
Chiesa di Santa Marzia.

#### Chiesa di Santa Marzia
La piccola chiesa di Santa Marzia in località Molinatto, venne fondata dal duca Giovanni Maria Cella e inaugurata il 14 settembre 1659. In fase di progettazione si era invece pensato di votarla a sant'Antonio.

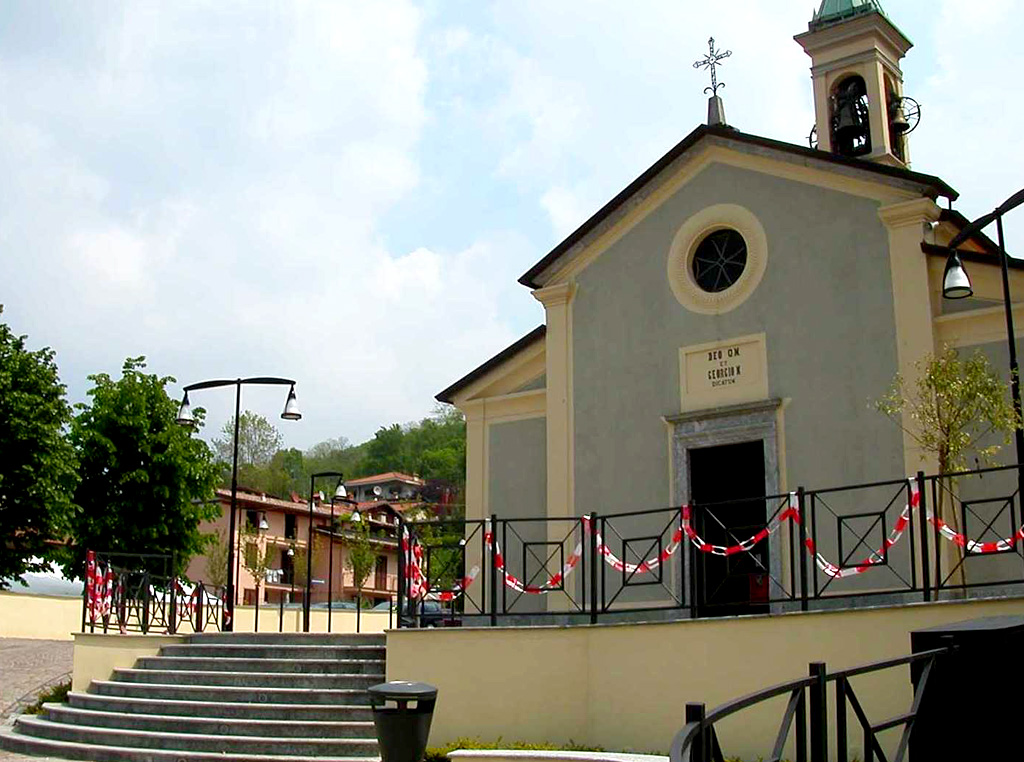
Chiesa di San Giorgio a Imberido.

#### Chiesa di San Giorgio
La chiesa di San Giorgio a Imberido, risalente probabilmente alla fine del XIII secolo, viene citata per la prima volta dalle fonti in riferimento alla visita pastorale dell'arcivescovo Sforza nel 1455.

## Feste e fiere
- La fiera di sant'Andrea (Ul Feron), si tiene ogni anno a cavallo dell'ultima domenica di ottobre. È una mostra zootecnica in cui gli allevatori mostrano i loro migliori animali e dove vengono esposte anche macchine agricole. La fiera è accompagnata da un grande mercato. Nacque nel 1614 per concessione del governo spagnolo dell'epoca (re Filippo III) in seguito alle richieste dei cittadini oggionesi. Interrotta durante tutto l'800, riprese nel 1908, come si può leggere nel manifesto fatto stampare quell'anno dall'amministrazione comunale.
- Il carnevale oggionese, uno dei più seguiti del territorio lecchese, è giunto nel 2011 alla 47ª edizione, al quale partecipano gruppi e carri provenienti non solo da Oggiono ma anche da paesi vicini e che attira ogni anno migliaia di persone.
- La festa di sant'Eufemia (16 settembre). In una delle cappelle laterali della chiesa a lei dedicata, proprio sotto il dipinto in cui compare, viene posto il “faro”, un pallone di carta che durante la messa del mattino viene fatto bruciare in ricordo del martirio della Santa. Per l'occasione viene celebrata una processione e allestite delle bancarelle.

## Gruppi folkloristici

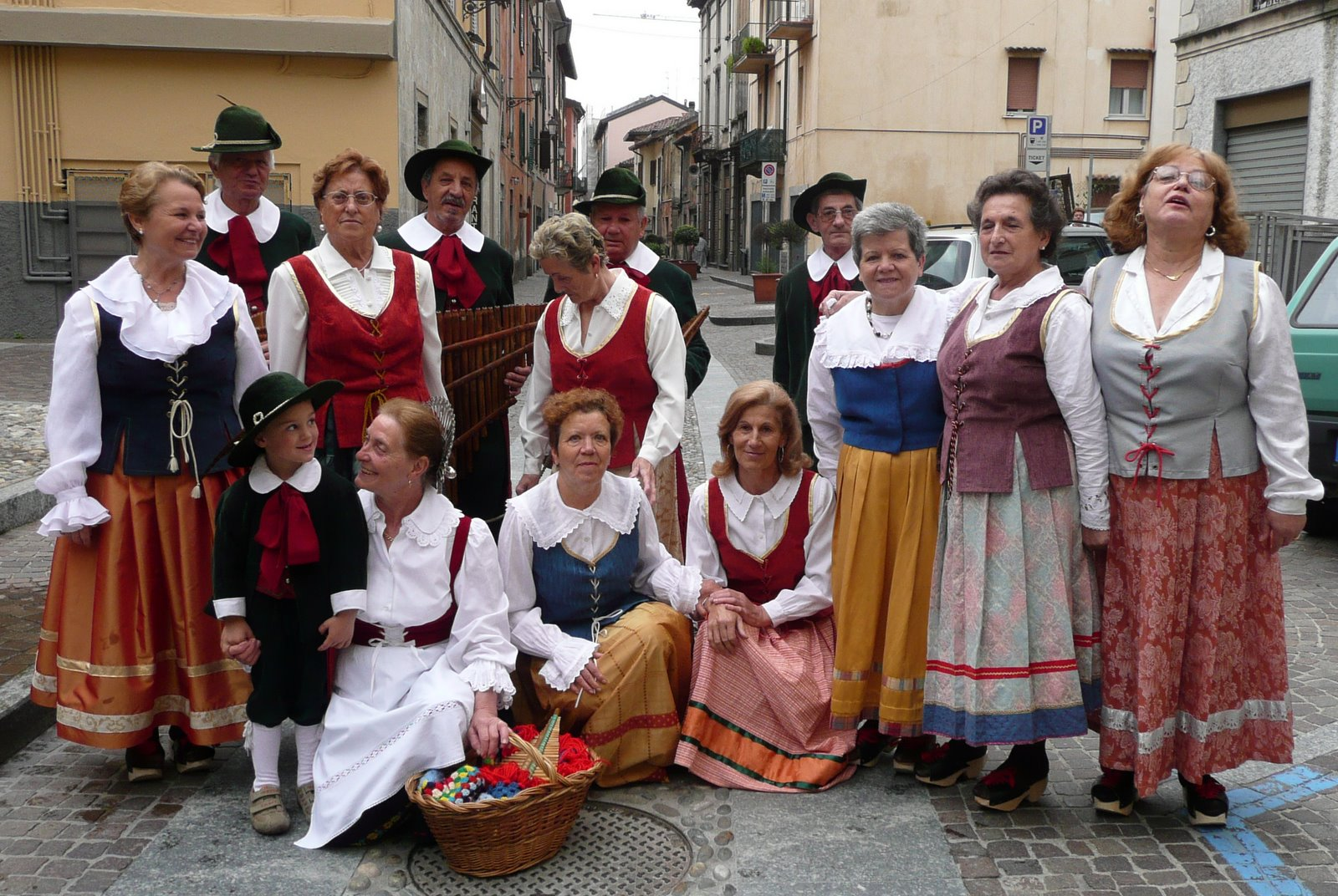
Zabette e Firlinfeu.

- La Banda di Oggiono inizia la sua attività sfilando per il paese durante il giorno di capodanno del 1856, con in nome di Filarmonica Oggionese. Nel 1900 cambia il suo nome in Corpo Musicale Marco d'Oggiono.
- I Firlinfeu appartengono al gruppo musicale Promessi Sposi di Oggiono, nato nel 1850 circa. Vestiti con gli abiti tradizionali che i contadini lecchesi del ‘600 indossavano nei giorni di festa. Lo strumento usato è il Firlinfeu o Frega Müson, in italiano Flauto di Pan.
- Le Zabette sono un gruppo di teatro e canto popolare, per lo più costituito da donne, che mette in scena le tradizioni popolari del territorio.

## Società

### Evoluzione demografica
- 1 100 nel 1751
- 1 701 nel 1771
- 1 847 nel 1803
- 1 953 nel 1805
- 2 270 dopo annessione di Imberido nel 1809
- 2 664 nel 1853
- 2 814 nel 1861
- 3 170 nel 1881
- 3 423 nel 1901
- 3 470 nel 1921
- 4 519 nel 1931 dopo annessione di Imberido

Abitanti censiti

### Etnie e minoranze straniere
Gli stranieri residenti nel comune sono 898, ovvero il 10,1% della popolazione. Di seguito sono riportati i gruppi più consistenti:
1. Marocco, 256
2. Albania, 108
3. Senegal, 101
4. Romania, 70
5. Bangladesh, 39
6. Costa d'Avorio, 34
7. Serbia, 27
8. Tunisia, 26
9. Burkina Faso, 24
10. Moldavia, 21

### Lingue e dialetti
Oltre alla lingua italiana, a Oggiono è utilizzato il locale dialetto brianzolo, una variante della lingua lombarda.
Come tutti i dialetti lombardi occidentali, anche il brianzolo è sostanzialmente una lingua romanza derivata dal latino.
Attualmente, l'uso del brianzolo sta lentamente regredendo, anche se in misura minore di altri dialetti lombardi, soprattutto quelli parlati nelle città.

## Amministrazione

### Gemellaggi
- Leisnig
- Halásztelek

## Infrastrutture e trasporti

### Strade
Oggiono è interessata del percorso delle strade provinciali 49, 51 e 60.

### Ferrovie e tranvie
La stazione di Oggiono, posta lungo la ferrovia Como-Lecco, è servita da treni regionali svolti da Trenord nell'ambito del contratto di servizio stipulato con la Regione Lombardia che interessano le relazioni Como-Lecco e Milano-Lecco.
Fra il 1902 e il 1915 la località rappresentò il capolinea settentrionale della tranvia Monza-Barzanò-Oggiono.

## Sport
La società calcistica locale era l'Oggiono Calcio (con sede al campo sportivo Pierre De Coubertin e mai spintosi oltre il dilettantismo), che nel 2016 si fuse con l'A.C. Nibionno dando origine al NibionnOggiono, che nel 2019 ottenne la promozione in Serie D, giocandovi con buoni risultati fino al 2021, quando il club cessò le attività lamentando l'assenza di campi da gioco adeguati nel proprio territorio: la matricola FIGC fu quindi rilevata dal Città di San Giuliano (società di San Giuliano Milanese), che la usò per debuttare in quarta divisione col nome di Sangiuliano City.

## Galleria d'immagini

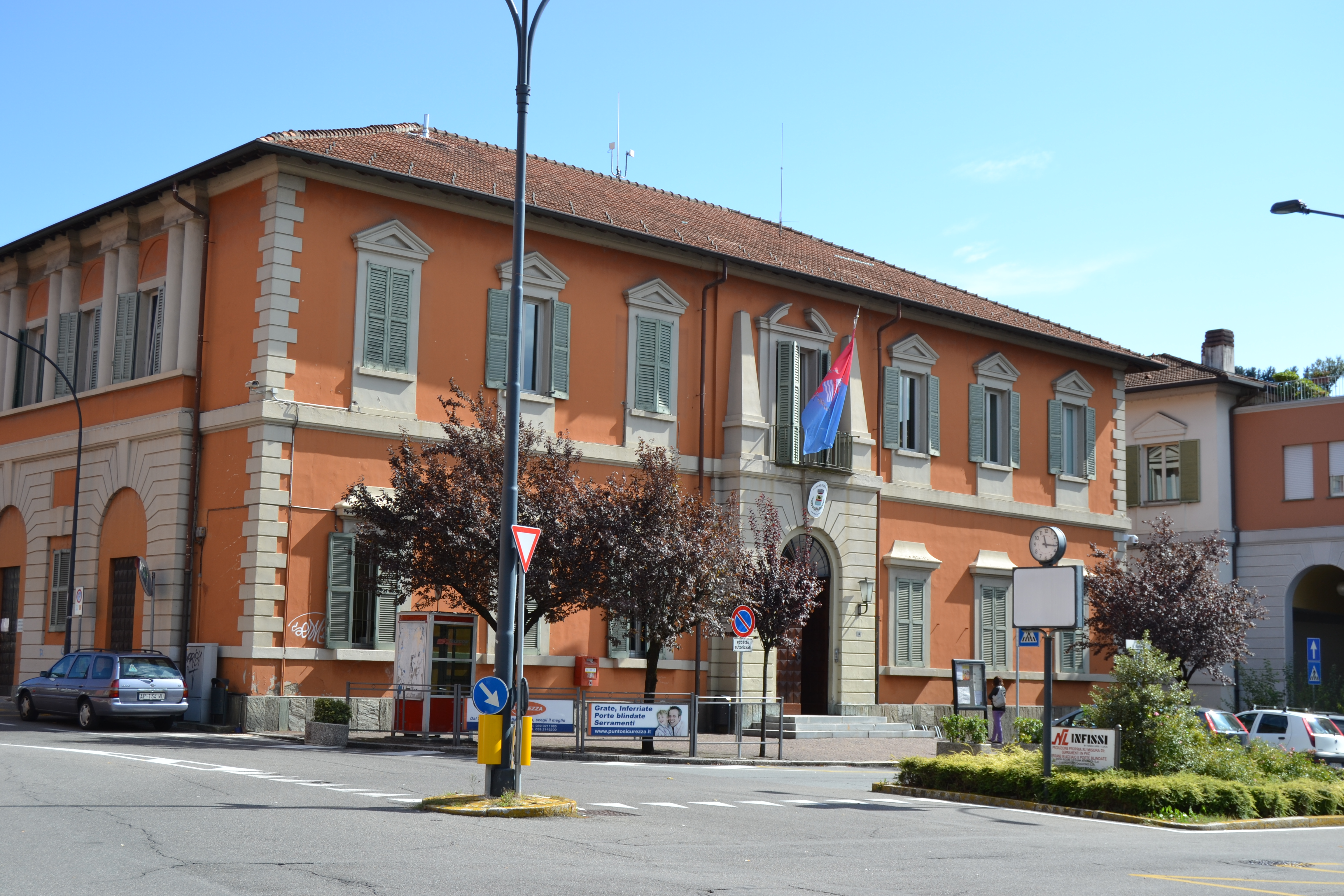
Comune di Oggiono
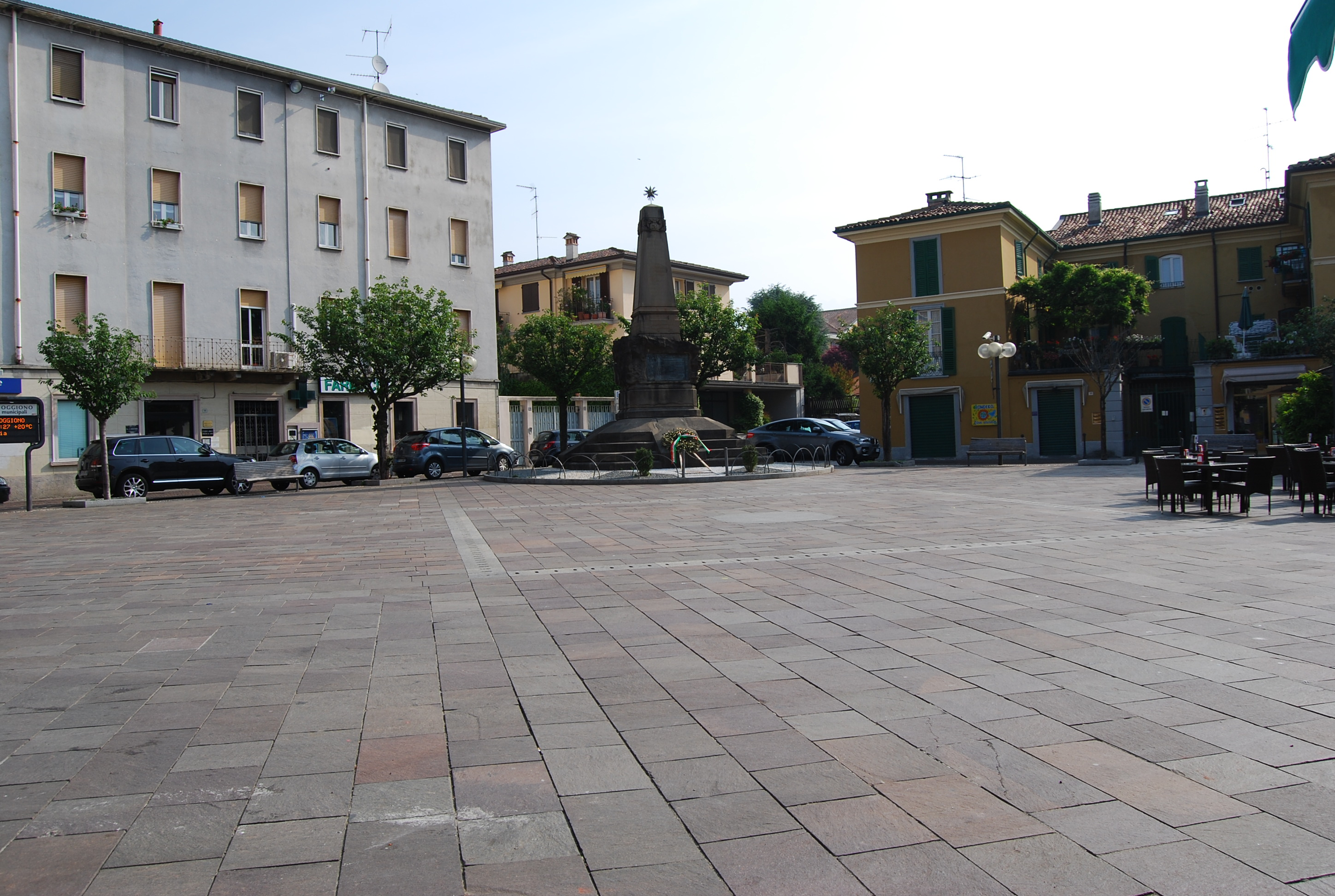
Piazza Manzoni
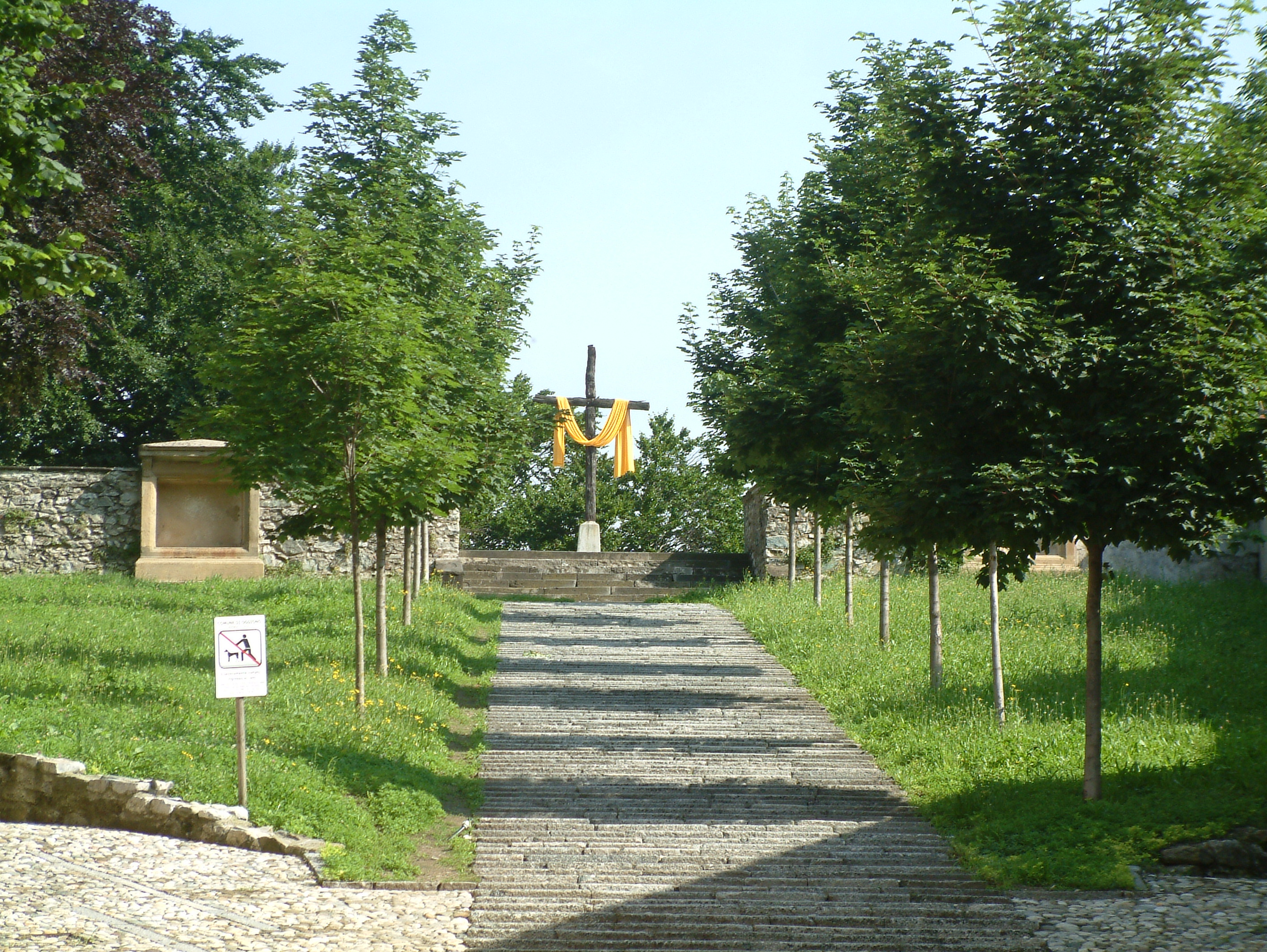
Piazza Alta
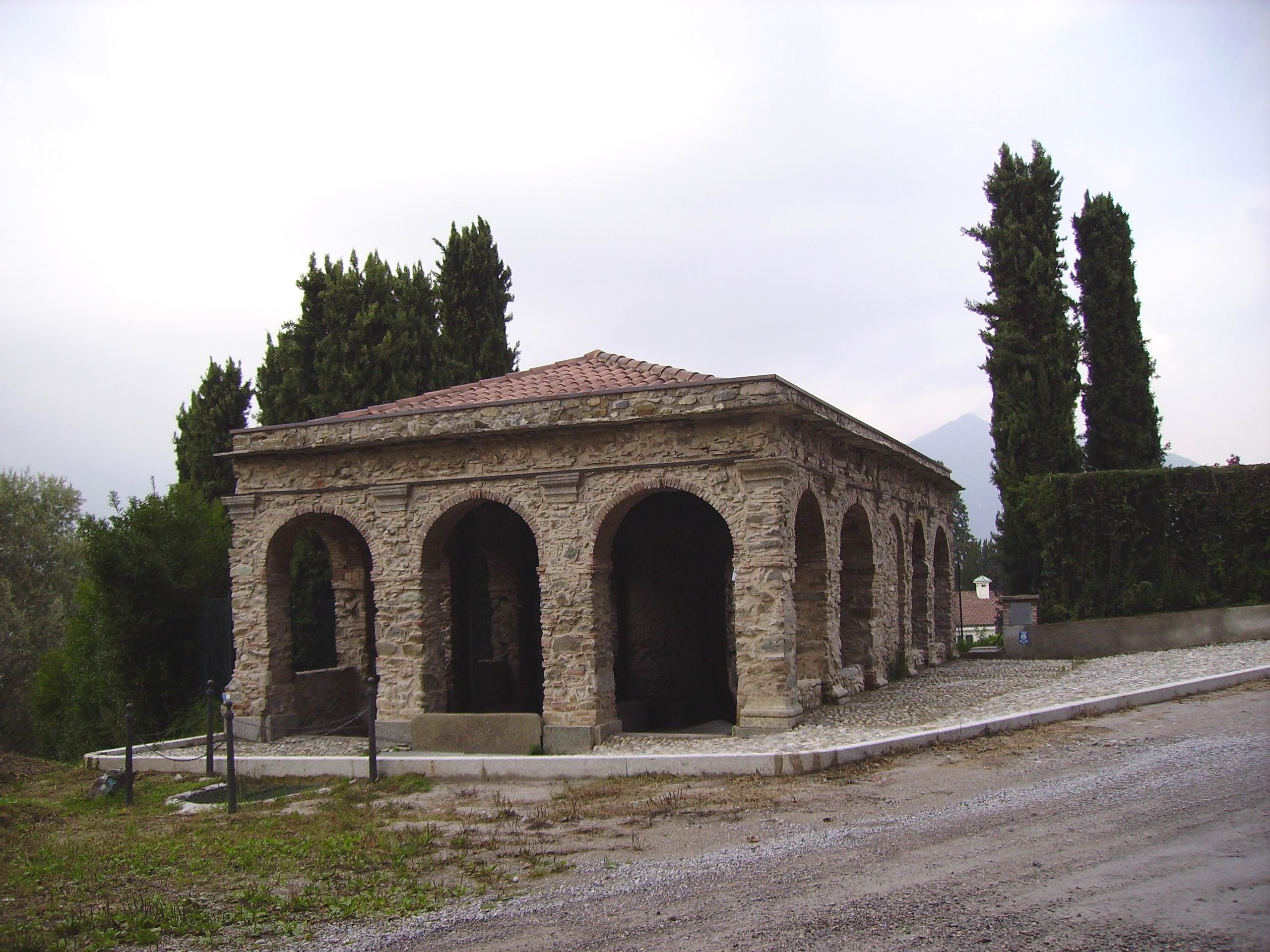
Lavatoio di Bagnolo
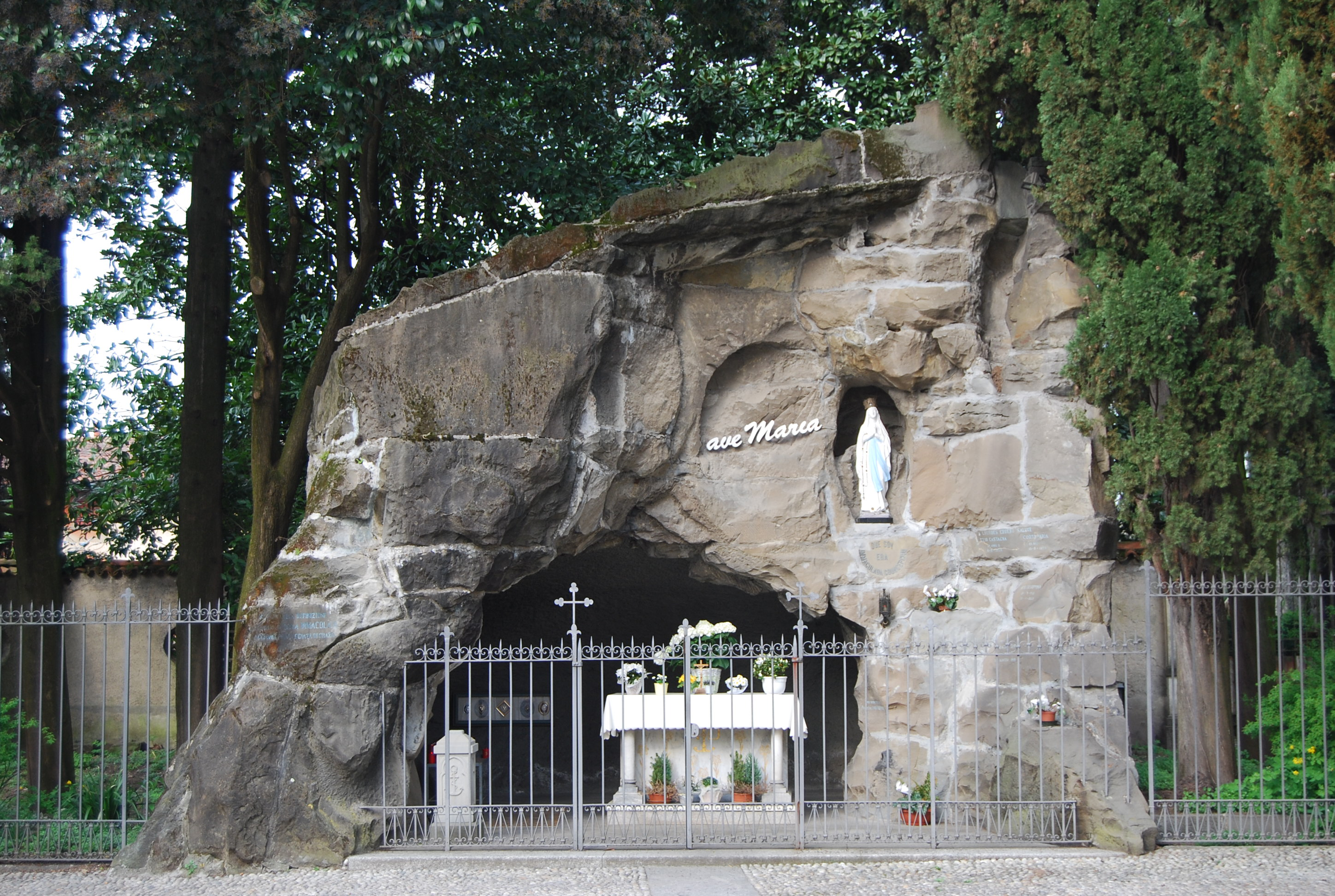
Grotta della Madonna
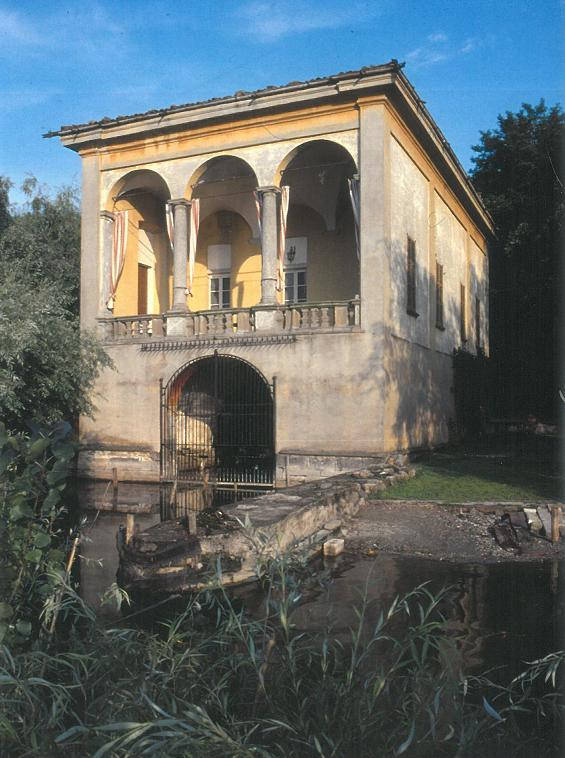
Darsena
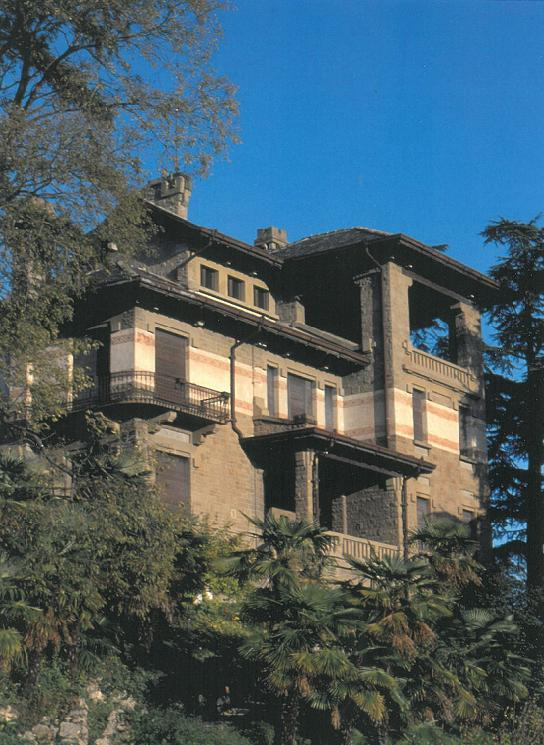
Villa Sironi
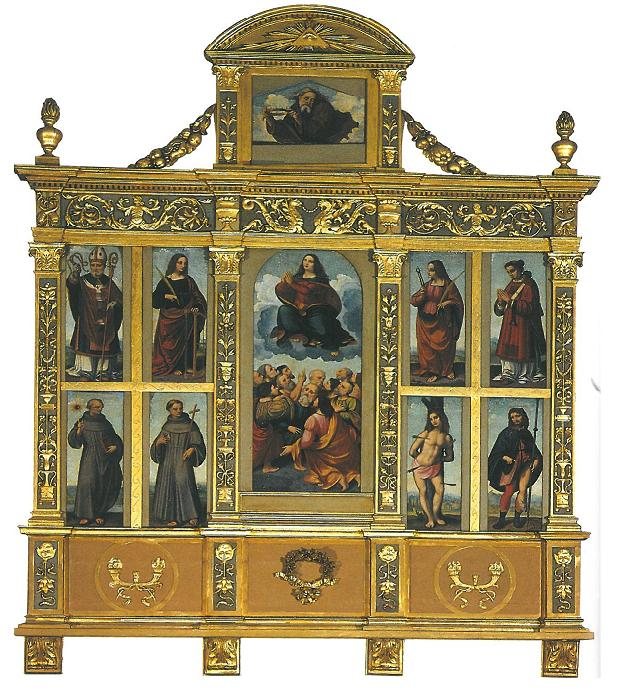
Polittico dell'Assunta di Marco d'Oggiono
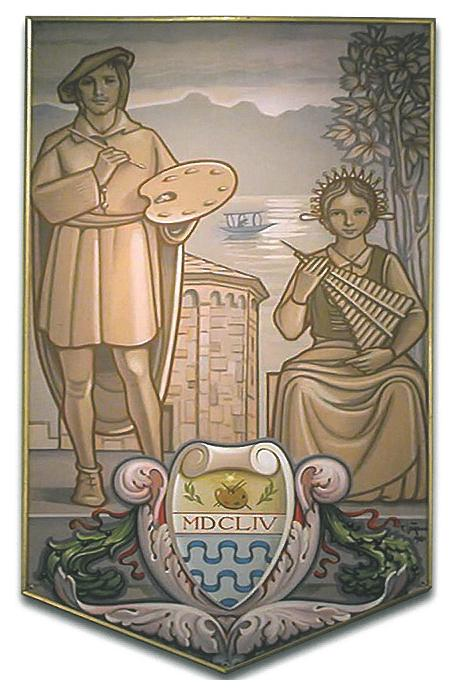
Stemma Comunale di Paolo Cattaneo
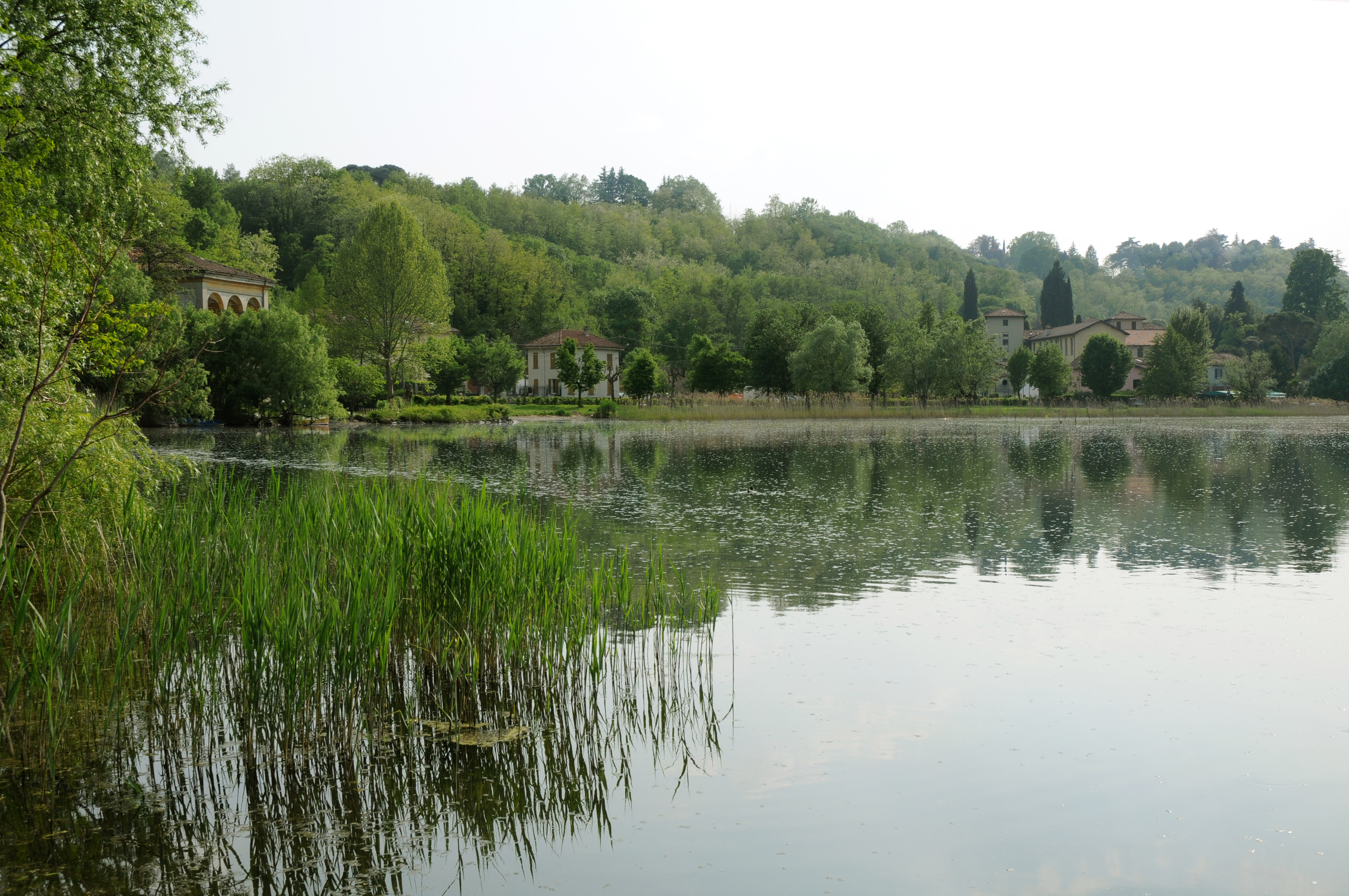
Lago di Annone a Oggiono
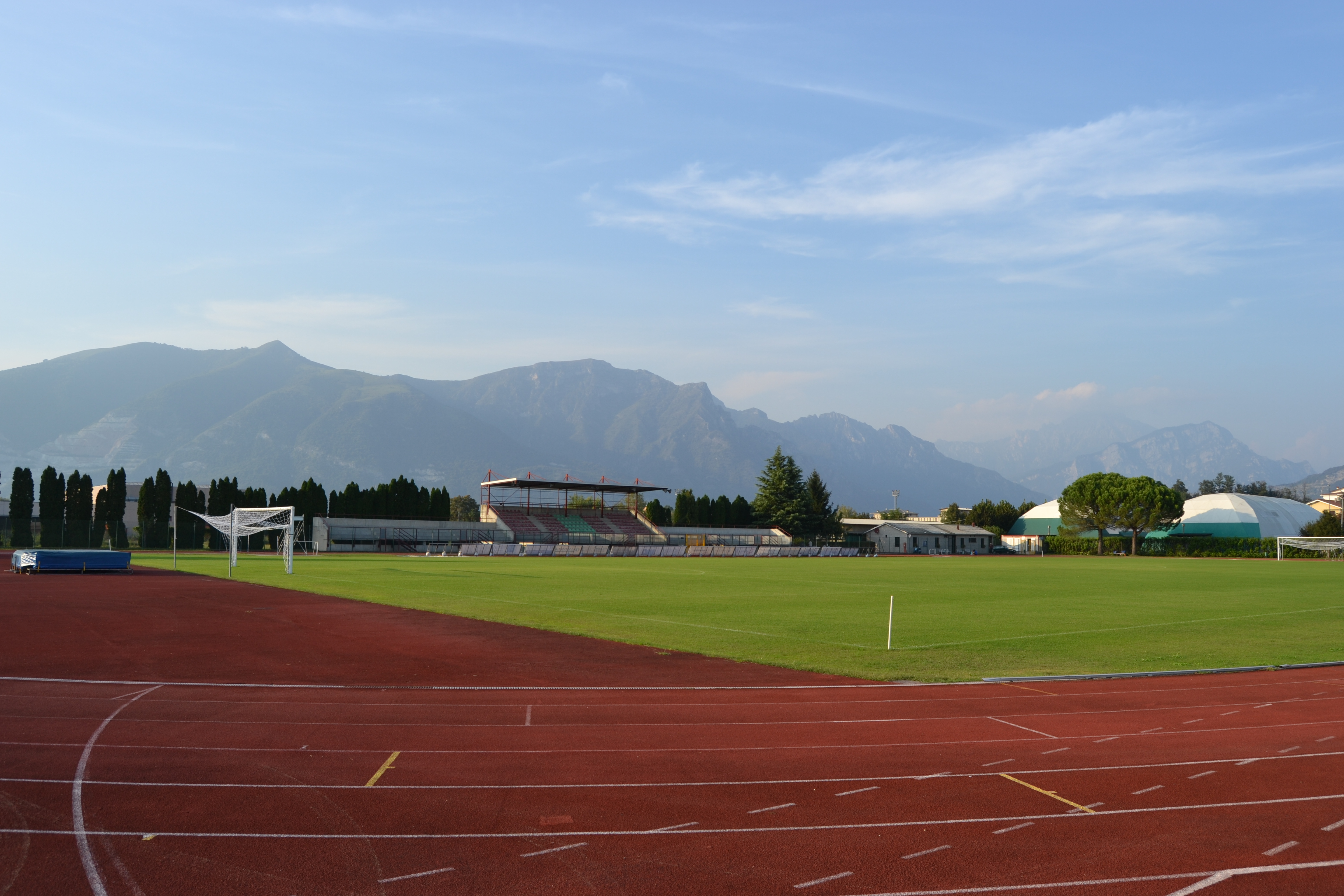
Centro Sportivo Pierre de Coubertin
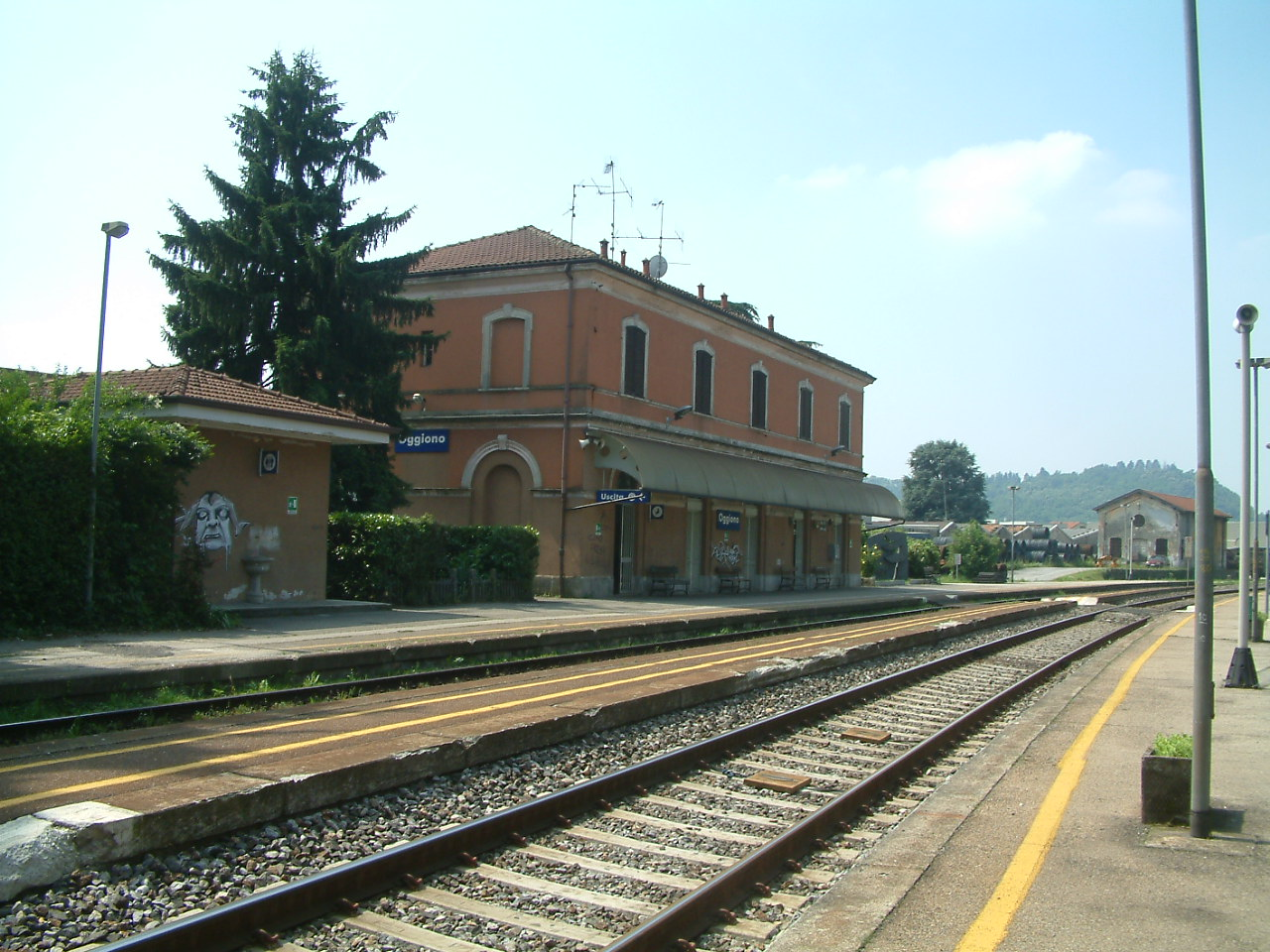
Stazione di Oggiono